# Новоселки (Лукояновський район)
Новоселки (рос. Новоселки) — село в Лукояновському районі Нижньогородської області Російської Федерації.
Населення становить 154 особи. Входить до складу муніципального утворення Большеарська сільрада.

## Історія
Від 2009 року входить до складу муніципального утворення Большеарська сільрада.

## Населення
| 2002 | 2010 |
| ---- | ---- |
| 242  | ↘154 |